# Нове Четово
Нове Че́тово (рос. Новое Четово, ерз. Од Четова) — присілок у складі Торбеєвського району Мордовії, Росія. Входить до складу Варжеляйського сільського поселення.
Населення — 148 осіб (2010; 166 у 2002).
Національний склад станом на 2002 рік:
- мордва — 99 %